# 2022년 아시안 게임 바둑
2022년 아시안 게임 바둑(Go at the 2022 Asian Games)은 2023년 9월 24일부터 10월 3일까지 중화인민공화국 항저우시 치위안(즈리) 체스 홀에서 열린다.

## 메달 수상자
- 금메달: 쉬하오훙 - 대만
- 은메달: 커제 - 중국
- 동메달: 신진서 - 대한민국

## 참여 국가
- 중화인민공화국 (10)
- 중화 타이베이 (10)
- 홍콩 (10)
- 일본 (8)
- 마카오 (2)
- 말레이시아 (10)
- 몽골 (8)
- 싱가포르 (5)
- 대한민국 (10)
- 태국 (10)